# Dohna-Eiche

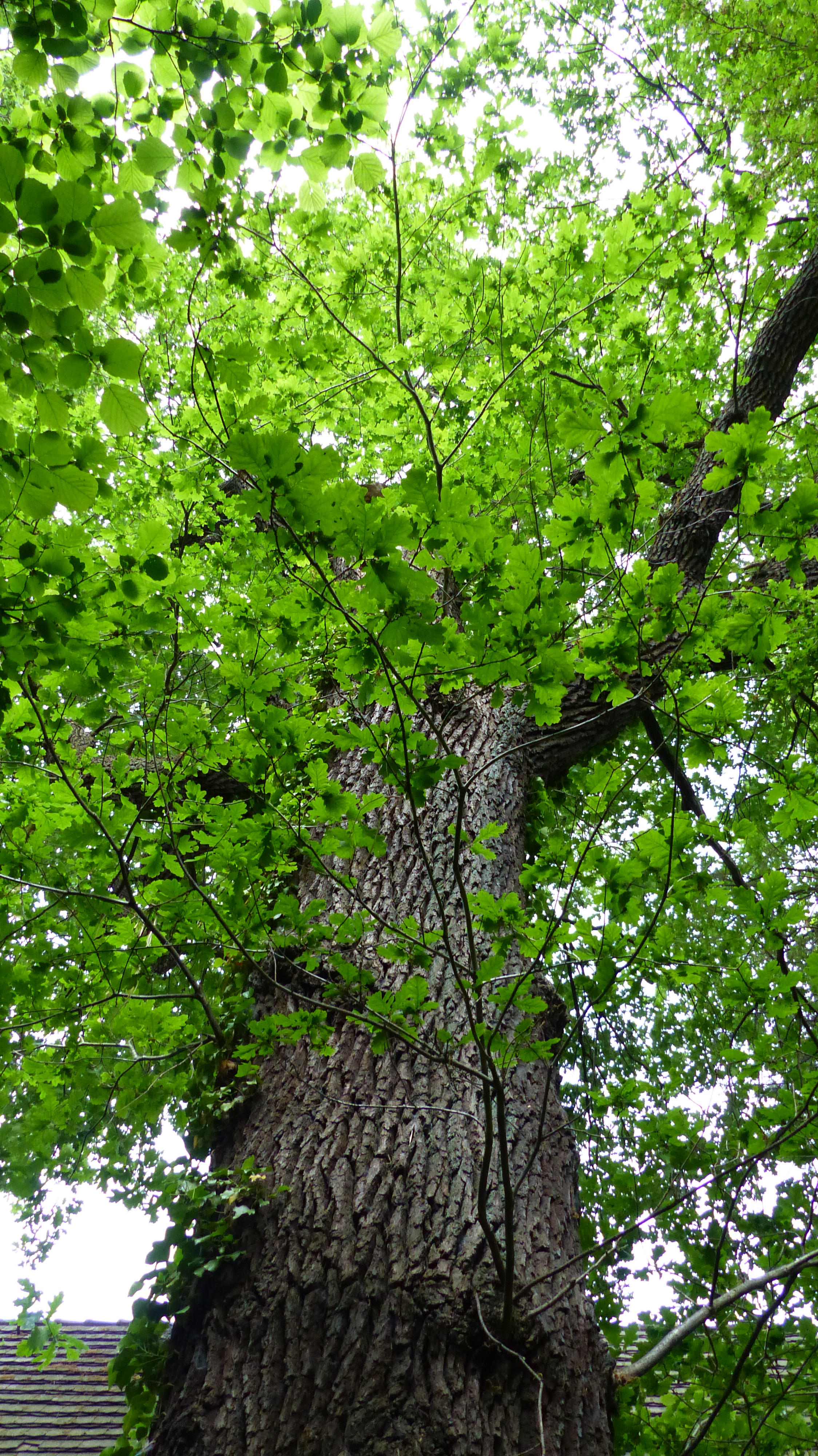
Dohna-Eiche (2015)

Die Dohna-Eiche ist seit 1958 ein als Einzelbaum ausgewiesenes Naturdenkmal (ND 106) in der seit 1999 zur Stadt Dresden gehörenden Ortschaft Weixdorf. Die Stieleiche wurde 1815 anlässlich des 10. Todestages der Burggräfin Marianna Amalia zu Dohna (1779–1805) gepflanzt.
Sie ist etwa 20 Meter hoch, hat einen Stammumfang von 3,85 Metern und einen Kronendurchmesser von etwa 15 Metern. Der Schutzbereich erstreckt sich mindestens 15 Meter im Umkreis des Stammes.

## Geographie
Der Baum befindet sich im Ortsteil Lausa der Dresdner Ortschaft Weixdorf im nördlichen Stadtgebiet. Er steht dort im nordöstlichen Teil des Pfarrgartens der Pastor-Roller-Kirche. In seiner Nähe verläuft die Königsbrücker Landstraße, die an dieser Stelle einen Bogen von Westen nach Norden schlägt.

## Geschichte

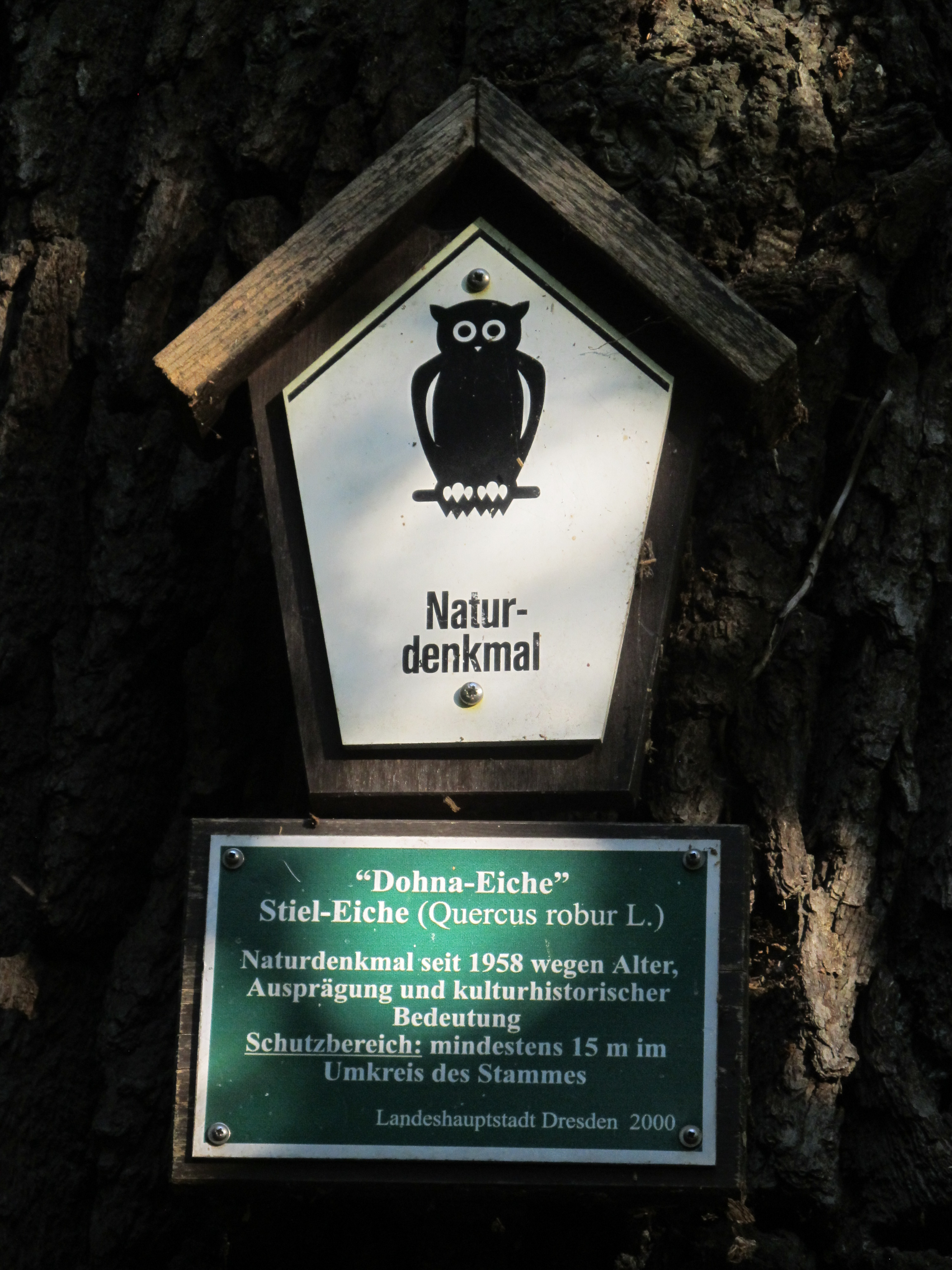
Neuere Denkmaltafel am Stamm

Am 10. September 1805 starb wenige Tage nach einer Totgeburt die 26-jährige Hermsdorfer Burggräfin Marianna Amalia zu Dohna. Da die Hermsdorfer Rittergutsbesitzer das Patronat über die Lausaer Kirche hatten, erhielt sie eine besondere Begräbnisstätte auf dem Lausaer Kirchhof an der Kirche. Anlässlich ihres 10. Todestages wurde zu ihrem Andenken die Stiel-Eiche im Pfarrgarten gepflanzt.
Der Rat des Kreises Dresden-Land stellte im Januar 1958 eine Reihe von Bäumen unter Naturschutz. In der damaligen Gemeinde Weixdorf waren dies neben der Dohna-Eiche zwei Rieseneichen im Sauerbusch (ebenfalls Stiel-Eichen) und die Lutherlinde an der Nordseite der Kirche. Letztere starb durch zu starken Baumschnitt Ende der 1960er Jahre ab. Der Weixdorfer Biologielehrer und Heimatforscher Hermann Tögel, Sohn des gleichnamigen Lehrers, versah die Dohna-Eiche Ende der 1950er mit einer hölzernen, von Bildhauer Franz Rädlein geschaffenen Naturschutztafel.
Das Umweltamt der Stadt Dresden hatte im Jahr 2008 eine Wander- und Radroute durch den Dresdner Norden konzipiert, entlang der fünf Naturdenkmäler besucht werden: Stiel-Eiche Marsdorfer Straße in Klotzsche südlich des Flughafens, Eiche am Brauteich in Langebrück, Rieseneiche im Sauerbusch in der Dresdner Heide zwischen Langebrück und Weixdorf, Dohna-Eiche und der Spitzahorn hinter dem Creutz-Gut in Marsdorf.
Die ansonsten vitale Eiche weist inzwischen eine größere Morschung im oberen Kronenteil auf. Dadurch ist sie Lebensraum für Pilze, Insekten und andere Wirbellose, sowie Vögel. Neben Pilzfruchtkörpern sind an dieser Stelle auch Spechtlöcher erkennbar.